# Charles Lelong
Charles Louis Lelong (Aunay-sur-Odon, 18 marzo 1891 – Lannion, 27 luglio 1970) è stato un velocista francese.

## Palmarès
- Argento a Stoccolma 1912 nella staffetta 4×400 metri.